# Иванов, Вячеслав Всеволодович
Вячесла́в Все́володович Ива́нов (21 августа 1929, Москва — 7 октября 2017, Лос-Анджелес) — советский, российский и американский лингвист, переводчик, семиотик и культурный антрополог. Доктор филологических наук (1978), академик РАН по Отделению литературы и языка (2000). Директор Института мировой культуры МГУ и Русской антропологической школы РГГУ. Один из основателей Московской школы компаративистики.
Профессор Отдела славянских и восточноевропейских языков и литератур Калифорнийского университета. Иностранный член Американского лингвистического общества (1968), Британской академии (1977), Американской академии искусств и наук (1993), Американского философского общества (1994).

## Биография
Родился 21 августа 1929 года в семье писателя Всеволода Ива́нова и актрисы, переводчицы и мемуариста Тамары Владимировны Ивановой (Кашириной, 1900—1995). В детстве перенёс тяжёлую болезнь (костный туберкулёз), что стало причиной получения домашнего образования; живя на даче отца в Переделкине, общался с Б. Л. Пастернаком, К, И. Чуковским, В. Ф. Асмусом. В 1941—1943 годах был в эвакуации в Ташкенте. В 1946 году окончил школу, в 1951 году — филологический факультет Московского государственного университета (романо-германское отделение).
В 1955 году получил степень доктора филологических наук при защите кандидатской диссертации «Индоевропейские корни в клинописном хеттском языке и особенности их структуры» (официальные оппоненты А. В. Десницкая, В. В. Струве и А. А. Фрейман). В качестве докторской работа не была утверждена из-за её потери в ВАК. Повторно получил степень доктора в 1978 году в Вильнюсском университете за работу «Отражение в балтийском и славянском двух серий индоевропейских глагольных форм». В 1956—1958 годах руководил семинаром по математической лингвистике МГУ.
В 1957 году участвовал в качестве докладчика на Международном конгрессе лингвистов в Осло (Норвегия). Заместитель главного редактора журнала «Вопросы языкознания» (1957—1959).
В 1958 году был уволен из МГУ за несогласие с официальной оценкой романа Бориса Пастернака «Доктор Живаго» и поддержку взглядов Романа Якобсона. По одной из версий, был уволен за то, что «не подал руки литературоведу Корнелию Зелинскому, особенно активно участвовавшему в травле Пастернака». Решение об увольнении было официально отменено как ошибочное в 1988 году.
В 1959—1961 годах — заведующий группой машинного перевода Института точной механики и вычислительной техники и председатель лингвистической секции Научного совета по кибернетике АН СССР. В 1961—1989 годах — заведующий сектором структурной типологии Института славяноведения и балканистики. Читал курсы лекций на Высших курсах сценаристов и режиссёров. В 1990—1993 годах — директор Библиотеки иностранной литературы. В 1990—1995 годах — первый заведующий кафедрой истории и теории мировой культуры МГУ.
С 1992 года — директор Института мировой культуры МГУ. С 2000 года — академик РАН по Отделению языка и литературы (литературоведение). С 2003 года — директор Русской антропологической школы РГГУ. В 2010—2015 годах — один из основателей и Председатель Попечительского совета Фонда фундаментальных лингвистических исследований.
В 1989 году избран Народным депутатом СССР от Академии наук СССР. Сразу после этого фактически эмигрировал в США, что вызвало отрицательную реакцию у некоторых его друзей. Л. К. Чуковская:

«Уезжают люди, семьи не из боязни тюрьмы и лагеря — как уезжала третья волна — а просто потому, что т а м лучше. Валом валят. Наиболее трудоспособные, необходимые з д е с ь. Иногда откровенно — навсегда. Часто „прикровенно“ — завербовавшись на 2, на 4 года. Очень сержусь я на уважаемого и любимого мной Кому Иванова: он 1) депутат Верховного Совета СССР, 2) директор Библиотеки иностранной литературы, 3) заведует каким-то научным отделом, 4) возглавляет секцию переводчиков СП — и бывает в Москве 2 недели раз в год… Почему же взял на себя все эти обязанности?.. Разве это честно? И здесь он был вполне благополучен…»— Письмо Л. К. Чуковской А. И. Солженицыну 11—13 сентября 1990 года.
В 1989—2001 годах — профессор Стэнфордского университета на кафедре славянских языков и литератур. В 1992—2015 годах — профессор кафедры славянских языков и литератур и Программы индоевропейских исследований Калифорнийского университета в Лос-Анджелесе, с 2015 года — заслуженный профессор-эмерит. Избран действительным членом («Fellow») Американской академии искусств и наук (1993).
Умер 7 октября 2017 года на 89-м году жизни в Лос-Анджелесе.
Тело было кремировано, а урна с прахом перевезена в Москву и захоронена на Новодевичьем кладбище рядом с родителями лингвиста (участок № 8). Архив учёного был передан на хранение в Hoover Institution Library and Archives.
С детства интересовался муравьями.

### Семья
По семейной легенде, происходит от незаконнорожденного сына генерал-губернатора Туркестана Константина Петровича фон Кауфмана и его экономки. «Грех» Кауфмана взял на себя его адъютант генерал Ива́нов, давший мальчику свою фамилию. Эта версия не имеет иных документальных и генетических подтверждений кроме признания самого Вяч. Вс. Иванова.
- Братья и сёстры:
  - Михаил (1926—2000) — сын Тамары Кашириной и И. Э. Бабеля, художник, участник выставок МОСХ «Группы девяти» (1961) и «Группы восьми» (1973).
  - Мария Иванова-Веснина (1928—1974) — дочь Вс. Иванова и А. П. Ивановой-Весниной, актриса МДТ.
  - Татьяна
- Первая жена — Татьяна Эдуардовна Иванова (урождённая Шпольская, 1925—2006)[31][32], переводчик с румынского и английского языков, сотрудник журнала «Иностранная литература», дочь физика Э. В. Шпольского[33][34][35].
- Вторая жена — Светлана Леонидовна Иванова (род. 1940), художник, дочь литераторов Р. Д. Орловой и Л. Р. Шершера[36].
  - Сын — лингвист Леонид Иванов (род. 1963)[37].

## Научная деятельность
Исследования Вяч. Вс. Иванова посвящены исторической и сравнительной лингвистике (прежде всего индоевропейских языков), психолингвистике, семиотике, математической лингвистике, литературоведению, истории культуры, антропологии. Автор более 1000 научных работ; опубликовал переводы с восемнадцати языков.
Совместно с академиком В. Н. Топоровым написал две монографии и множество статей по семиотике славянской культуры. Иванов и Топоров являются создателями «теории основного мифа».
Входил в состав редакционной коллегии энциклопедии «Мифы народов мира» и ежегодного сборника «Балто-славянские исследования» (1980—2014).
Совместно с академиком Т. В. Гамкрелидзе является автором фундаментального труда «Индоевропейский язык и индоевропейцы» (1984), где исследуется грамматика и лексика гипотетического языка-предка всех индоевропейских языков, намечена реконструкция основных характеристик социальной организации, религии и материальной культуры праиндоевропейцев, а также — с опорой на археологические данные — рассматривается вопрос о происхождении индоевропейцев. В книге впервые выдвинута «армянская гипотеза», утверждающая, что праиндоевропейский язык возник на Армянском нагорье. Предисловие к изданию написал Роман Якобсон. В 1995 году книга была издана на английском языке в издательстве Mouton de Gruyter; перевод был выполнен известным американским лингвистом, специалистом по исторической лингвистике Джоханной Николс.

## Основные работы

### Монографии
- Труды по этимологии индоевропейских и древнепереднеазиатских языков. Т. 1. Индоевропейские корни в хеттском языке. М.: ЯСК-Знак, 2007. 562 стр. 800 экз. (кандидатская диссертация, написана в 1955 году, опубликована в 2007 году)
- Иванов Вяч. Вс., Топоров В. Н. Санскрит. (Серия «Языки зарубежного Востока и Африки») М.: ИВЛ, 1960. 134 стр. 1300 экз. (англ.пер. 1968)
- Хеттский язык. (Серия «Языки зарубежного Востока и Африки») М.: ИВЛ. 1963. 222 стр. 2100 экз.; 2-е изд., доп. М.: УРСС, 2001.
- Общеиндоевропейская, праславянская и анатолийская языковые системы: сравнительно-типологические очерки. М.: Наука, 1965. 298 стр. 2000 экз.
- Иванов Вяч. Вс., Топоров В. Н. Славянские языковые моделирующие семиотические системы: (Древний период). М.: Наука, 1965. 246 стр. 2400 экз.
- Иванов Вяч. Вс., Топоров В. Н. Исследования в области славянских древностей: (Лексические и фразеологические вопросы реконструкции текстов). М.: Наука, 1974. 342 стр. 2600 экз.
- Очерки по истории семиотики в СССР. М.: Наука, 1976. 303 стр. 5000 экз. (нем.пер.1985)
- Чёт и нечет: асимметрия мозга и знаковых систем. М.: Советское радио, 1978. 185 стр. 40000 экз. (Кибернетика) (нем. пер. 1983, рум. пер. 1986; латыш. перераб. изд. Рига: Зинатне, 1990)
- Славянский, балтийский и раннебалканский глагол: индоевропейские истоки. М.: Наука, 1981. 271 стр. 2150 экз.
- История славянских и балканских названий металлов. М.: Наука, 1983. 197 стр. 2100 экз.
- Иванов Вяч. Вс., Гамкрелидзе Т. В.  Индоевропейский язык и индоевропейцы: Реконструкция и историко-типологический анализ праязыка и протокультуры. В 2 тт. — Тбилиси: Изд-во Тбилисского ун-та, 1984. — xcvi + 1328 с. = Благовещенск, 1998. (engl. trans. by J. Nichols. Berlin; New York. 1995).
- Взгляд на русский роман в 1992 году. М.: Рудомино, 1993. 16 стр.
- Russian Civilization. Уч. пособие. 1994. 109 p.
- The archives of the Russian Orthodox Church of Alaska, Aleutian and Kuril Islands (1794—1912): An attempt at a multisemiotic society. Washington, 1996.
- The Russian orthodox church of Alaska and the Aleutian Islands and its relation to native American traditions — an attempt at a multicultural society, 1794—1912. Washington: Libr. of Congr., 1997
- Хлебњиков и наука. / С рус. према рукопису прев. Радмила Мечанин. Београд: Нар.кн. / Алфа, 2003.
- Лингвистика третьего тысячелетия. М.: ЯСК, 2004. 177 стр.
- Наука о человеке: введение в современную антропологию. М.: РГГУ, 2004. 194 стр.
- Дуальные структуры в антропологии: курс лекций. (Серия «Библиотека РАШ». Вып.2) М., РГГУ, 2008. 329 стр.
- От буквы и слога к иероглифу: системы письма в пространстве и времени. — М.: Языки славянской культуры, 2013. — 272 с. — (Разумное поведение и язык. Language and Reasoning). — 1000 экз. — ISBN 978-5-9551-0652-6.

### Статьи
- Избранные труды по семиотике и истории культуры. М.: 1999—2010.
  - Т. 1. Знаковые системы. Кино. Поэтика. М.: Языки русской культуры, 1999. 912 стр.
    - С. 13-140. Разыскания о поэтике Пастернака. От бури к бабочке.
    - С. 141—378. Эстетика Эйзенштейна.
    - С. 379—602. Нечет и чет. Асимметрия мозга и знаковых систем.
    - С. 603—812. Очерки по предыстории и истории семиотики.
    - С. 813—909. Список трудов Вяч. Вс. Иванова.

  - Т. 2. Статьи по русской литературе. М.: Языки русской культуры, 2000. 880 стр.
  - Т. 3. Сравнительное литературоведение. Всемирная литература. Стиховедение. М.: Языки славянской культуры, 2004. 818 стр.
  - Т. 4. Знаковые системы культуры, искусства и науки. М.: Языки славянской культуры, 2007. 794 стр. 800 экз.
  - Т. 5. Мифология и фольклор. М.: Знак, 2009. 372 стр. 1000 экз.
  - Т. 6. История науки. Недавнее прошлое (XX век). М.: Знак, 2009. 384 стр. 800 экз.
  - Т. 7. Труды по истории науки. М.: Знак, 2010. 720 стр.
- Иванов В. В. К происхождению этнонима пруссов. Название Purušḫanda (княжество и город III–II тыс. до н.э.) // Балто-славянские исследования, 2014  / Отв. ред. Иванов В. В.. — М.*СПб: Нестор-История, 2014. — С. 5–20.
- Публикации на сайте Русской Антропологической Школы
- Россия и гнозис
- Античное переосмысление архаических мифов
- Эйзенштейн и культуры Японии и Китая
- Заумь и театр абсурда у Хлебникова и обэриутов в свете современной лингвистической теории
- Монтаж как принцип построения в культуре первой половины XX в.
- Аввакумова доля. Архивировано 10 ноября 2012 года. — статья о Варламе Шаламове
- Поэзия Шаламова. Архивировано 9 ноября 2012 года. — выступление на Шаламовской конференции в июне 2011 г., помимо анализа принципов шаламовской поэзии рассказывается об отношениях с А. И. Солженицыным.
- Лингвистика третьего тысячелетия: Вопросы к будущему
- Целесообразность человека
- Соотношение индивидуальной и социальной памяти в контексте интеграции семиотико-антропологического, математического и естественно-научного подходов
- Ivanov, Vyacheslav V. (2014). Cultural-historical theory and semiotics. In Anton Yasnitsky, René van der Veer, Michel Ferrari (Eds.). The Cambridge handbook of cultural-historical psychology. Cambridge : Cambridge University Press, 2014.

### Переводы
- Гюго В. Закаты. // Собр. соч. В 15 т. М.: ГЛИ, 1953. С. 456—460.
- Перевод стихов и эпиграфов в кн.: Скотт В. Айвенго. М.-Л., Детгиз. 1953. Скотт В. Квентин Дорвард. М., 1958.
- Райнис. Одинокая вершина. // Избр. произв. Л., 1953. С. 98.
- Перевод отдельных стихов: Байрон Дж. Г. Избранные стихи и поэмы. М.: ГЛИ. 1954.
- Дельбрюк Б. Введение в изучение индоевропейских языков. // Хрестоматия по истории языкознания XIX—XX вв. М., 1956. С. 177—187.
- Ульдалль Х. Глоссематика. 1 часть. // Новое в лингвистике. I. М., 1960.
- Тувим Ю. 2 стихотворения. // ИЛ. 1963. № 12. С. 176.
- Хэмп Э. Словарь американской лингвистической терминологии. М., 1964. 264 с.
- Лопе де Вега. Без тайн нет и любви. // Собр. соч. Т. 6. М., 1965. С. 393—516.
- Кьеркегор С. Или-или. // История эстетики. Т. 3. М., 1967.
- Соссюр Ф. де. Анаграммы. // Избр. соч. М., 1977.
- Угаритский эпос. // Красные листья. М., 1980. С. 568—584.
- Бажан М. Стихотворение. // Избр. произв. М., 1984. Т. 1. С. 328—329.
- Киплинг Р. Стихотворение. // Рассказы. Стихотворения. Л., 1989. С. 342.
- Источники по истории хеттов. // Хрестоматия по истории древнего Востока. М., 1963. С. 304—329.
- То же. // Хрестоматия по истории древнего Востока. М., 1980. Ч. 1. С. 263—293.
- Луна, упавшая с неба. Древняя литература Малой Азии. / Пер. с древнемалоазийских языков Вяч. Вс. Иванова. М.: ХЛ, 1977. 317 с. 30000 экз. (книга содержит переводы с хатти, хеттского, аккадского, палайского, хурритского, лувийского, иероглифического лувийского, финикийского, ликийского, лидийского языков)

### Стихи
- Стихи разных лет. М.: Радуга. 2005. 254 с.

### Мемуары
- О Романе Якобсоне (главы из воспоминаний) // «Звезда» 1999, № 7
- Из воспоминаний о Елеазаре Моисеевиче Мелетинском // «Новое литературное обозрение», 2006, № 77.
- Перевёрнутое небо. Записи о Пастернаке // «Звезда», 2009, № 8, 9, 11, 12; 2010 № 1, 2

## Награды и премии
- Орден Дружбы (29 марта 2011 года) — за достигнутые трудовые успехи и многолетнюю плодотворную работу[39].
- Офицер ордена Великого князя Литовского Гядиминаса (14 июня 2002 года, Литва) — по случаю Дня государства (коронации короля Литовского Миндаугаса), за заслуги перед Литовским государством и за усилия по популяризации имени Литовского государства в мире:[40].
- Орден «Честь и слава» II степени (13 мая 2015 года, Абхазия)[41].
- Премия Президента Российской Федерации в области литературы и искусства 2003 года (13 февраля 2004 года) — за выдающийся творческий и научный вклад в художественную культуру России[42].
- Ленинская премия в области науки и техники (1988 год) — за монографию «Индоевропейский язык и индоевропейцы» в 2 томах (1984).
- Государственная премия СССР в области литературы, искусства и архитектуры (1990 год) — за фундаментальное исследование «Мифы народов мира» (энциклопедия в 2 томах, 1987—1988, 2-е издание).

### Лекции и выступления
- Вяч. Вс. Иванов в цикле публичных лекций «Полит.ру»
- Когда история сметает политиков
- Встреча с учёным-лингвистом Вяч. Вс. Ивановым
- Вселенная Вячеслава Иванова. Архивировано из оригинала 7 апреля 2014 года. (8 серий)
- «Индоевропейские языки и миграции индоевропейцев» (недоступная ссылка — история). // телеканал «Культура»
- Этрусский язык: лингвистика (недоступная ссылка — история). // телеканал «Культура»
- Языки большого города в истории человечества (недоступная ссылка — история). // телеканал «Культура»
- Макросемьи языков и расселение человека из Африки (недоступная ссылка — история). // телеканал «Культура»
- Вечер переводов Вяч. Вс. Иванова в кафе «Читалка». Археология, история (13.09.2013, 6 частей)
- Основные цели глобального капитализма противоположны целям культуры и науки
- «Символизм и ранние стихи Пастернака» // Лекция прочитана 21 февраля 1989 в Dwinelle Hall на кампусе Калифорнийского университета в Беркли.

### Интервью
- «У меня нет сегодня особых страхов по поводу будущего России в XXI веке…» // «Континент», № 106, 2000
- «Великая русская революция 1905 ещё продолжается» (недоступная ссылка — история). // «Новая газета», № 76, 14 октября 2002
- «Или человечество по-настоящему объединится, или его не будет». Архивировано из оригинала 10 апреля 2014 года. // «Московские новости» 13 октября 2006
- О семиотике, о языках мозга и об истории идей // «Sign Systems Studies», volume 39.2/4, 2011
- «Россия — такая страна, где хотя бы один человек должен говорить правду». Архивировано 22 октября 2012 года. // «Московские новости», 7 октября 2011
- «Если они испугаются, то начнут делать необратимые вещи» // «The New Times», № 16 (244), 14 мая 2012
- Целесообразность человека // сайт «Новой газеты». Публичная лекция в «Новой» антрополога, лингвиста и семиотика Вячеслава Всеволодовича Иванова. Вопросы задаёт Юлия Латынина. — 2012. — 14 авг. — Выпуск № 91 от 15 августа 2012.
- Целесообразность человека. Часть 2 // сайт «Новой газеты». Публичная лекция в «Новой» антрополога, лингвиста и семиотика Вячеслава Всеволодовича Иванова. Вопросы задаёт Юлия Латынина. — 2012. — 16 авг. — Выпуск № 92 от 17 августа 2012.
- «Испытания нужны, для того чтобы понимать, что такое жизнь». Архивировано из оригинала 6 октября 2014 года. // сайт «Уроки истории», 30 сентября 2014 г. Интервью Елены Калашниковой, оператор Наталья Катаева
- Люди, которые противоречат истории, должны за это поплатиться // Радио Свобода, 26 сентября 2015.
- «Мировое объединение, безусловно, необходимо»